# Daniel Obbekjær
Daniel Obbekjær (* 16. Juli 2002 in Odense) ist ein dänischer Fußballspieler.

## Karriere

### Verein
Daniel Obbekjær begann mit dem Fußballspielen in Odense, als er Næsby BK beitrat. Später schloss er sich der Jugend von Odense BK an und wurde dort Meister der A-Junioren Dänemarks. Dort erhielt er am 1. April 2019 einen Vertrag bis 2021. Am 28. April 2019 debütierte Obbekjær im Alter von 16 Jahren bei der 0:4-Niederlage beim FC Kopenhagen in der Superligæn. Bis zur Winterpause der Saison 2019/20 kam er zu lediglich zwei weiteren Einsätzen. Im Januar 2020 absolvierte er ein Probetraining bei Brighton & Hove Albion aus der englischen Premier League, eine Verpflichtung kam allerdings nicht zustande. Danach hatte der Däne lediglich vier Einsätze in der Abstiegsrunde in der Superligæn absolviert, dabei drei Kurzeinsätze. Ansonsten lief er lediglich in der Reservemannschaft oder in den Jugendmannschaft auf. Im Januar 2021 wurde Daniel Obbekjær mit einer Kaufoption an den italienischen Zweitligisten SPAL Ferrara verliehen. Dort kam er in den folgenden Monaten nur zu einem Pokalspiel für die U-19 des Vereins und so wechselte der Abwehrspieler zu York United nach Kanada. Auch hier folgte nur ein Einsatz in der Canadian Premier League 2022 und Obbekjær schloss sich im Juni 2022 dem färöischen Erstligisten 07 Vestur an. Nach anderthalb Spielzeiten mit 48 Pflichtspielen (7 Tore) wechselte er dann Anfang 2024 nach Island zu Breiðablik Kópavogur in die Besta deild.

### Nationalmannschaft
Daniel Obbekjær absolvierte im Jahr 2018 ein Testspiel für die dänische U16-Nationalmannschaft. Im selben Jahr debütierte er für die U17-Junioren und nahm mit dieser auch an der Qualifikation für die U-17-Fußball-Europameisterschaft 2019 in Armenien teil; die Qualifikation wurde verfehlt. Für die U17 spielte Obbekjær bis 2019 in 13 Partien und schoss ein Tor. Im besagten Jahr lief er in zwei Freundschaftsspielen für die U18-Nationalmannschaft auf. Ebenfalls im Jahr 2019 folgte sein Debüt für die U19-Nationalelf der Dänen, wo er insgesamt vier Freundschaftsspiele bestritt.